# Kłoczki (przystanek kolejowy)
Kłoczki (biał. Клачкі, ros. Клочки) – przystanek kolejowy w miejscowości Kłoczki, w rejonie grodzieńskim, w obwodzie grodzieńskim, na Białorusi.